# Ochna decaisnei
Ochna decaisnei är en tvåhjärtbladig växtart som beskrevs av Van Tiegh.. Ochna decaisnei ingår i släktet Ochna och familjen Ochnaceae. Inga underarter finns listade i Catalogue of Life.